# モンゴメリー郡 (テネシー州)
モンゴメリー郡（英: Montgomery County）は、アメリカ合衆国テネシー州の北部に位置する郡である。人口は22万0069人（2020年）。郡庁所在地はクラークスビルであり、同郡で人口最大の都市である。
モンゴメリー郡はクラークスビル都市圏に属する4郡の1つである。

## 歴史
モンゴメリー郡はクラークスビル市を設立したジョン・モンゴメリーに因んで名付けられた。当初はノースカロライナ州のテネシー郡として設立されたが、テネシーが州に昇格した3年後の1796年に、州との混同を避けるために改名された。同年、郡の東部の大半が分離され、サムナー郡の部分と合わせて、ロバートソン郡が設立された。その後もテネシー州議会の法によって領域が減らされ、1871年に現在の領域が確定した。
郡内には幾つか硝石の鉱山があった。硝石は弾薬の主成分であり、洞穴の土を濾して得られる。ストリングタウンの近くにあるベラミー洞窟に2ダースほどの硝石濾過樽が痕跡が残っており、大規模な操業が行われていた。クーパークリーク洞窟にも大規模な採掘の跡があり、「多くの硝石ホッパー」の残骸がある。ダンバー洞窟も米墨戦争の時に硝石の採掘がおこなわれたが、商業開発のためにその痕跡が無くなっている。ベラミー洞窟とクーパークリーク洞窟は米英戦争のときに採掘された可能性が高い。南北戦争のときは、その初期にこの地域を北軍が支配することになったので、小規模な採掘が行われた可能性が少ない。

## 地理
アメリカ合衆国国勢調査局に拠れば、郡域全面積は544平方マイル (1,410 km2)であり、このうち陸地539平方マイル (1,400 km2)、水域は5平方マイル (13 km2)で水域率は0.84%である。
モンゴメリー郡は開発の進んだカルスト地形地域にあり、ダンバー洞窟という洞窟群がある。ダンバー洞窟はダンバー州立公園の中心であり、ダンバー州立公園は広さが110エーカー (0.44 km2) あって、テネシー州立公園郡の中でも観光客が多く訪れている所である。
ダンバー洞窟
ダンバー洞窟は前史時代のインディアンによって探索されていた。トウで作った松明の名残が洞窟で見つかっており、考古学者は中で多くの人工物を発掘した。2005年1月15日に行われた探索で、パークレンジャーのエイミー・ウォレス、歴史学教授のジョー・ダグラス、地元歴史家のビリーフランク・モリソン、地質学者のラリー・E・マシューズが洞窟の壁にインディアンの絵を発見した。ノックスビルのテネシー大学考古学者によるその後の調査で、これらの絵はミシシッピ文化のインディアンが残したものと確認された。これらインディアンの絵は洞窟ツアーで見ることができた。しかし、2009年、1匹の蝙蝠にシロハナ症候群が見つかったために、洞窟は閉鎖された。公園の地上部分は現在も公開されている。

### 隣接する郡
- クリスチャン郡 (ケンタッキー州) - 北
- トッド郡 (ケンタッキー州) - 北東
- ロバートソン郡 - 東
- チーザム郡 - 南東
- ディクソン郡 - 南
- ヒューストン郡 - 南西
- スチュアート郡 - 西

## 人口動態

2000人口ピラミッド

以下は2000年国勢調査による人口統計データである。
| 基礎データ - 人口: 134,768人 - 世帯数: 48,330 世帯 - 家族数: 35,957 家族 - 人口密度: 96人/km2（250人/mi2） - 住居数: 52,167軒 - 住居密度: 37軒/km2（97軒/mi2） 人種別人口構成 - 白人: 73.17% - アフリカン・アメリカン: 19.18% - ネイティブ・アメリカン: 0.53% - アジア人: 1.82% - 太平洋諸島系: 0.21% - その他の人種: 2.18% - 混血: 2.91% - ヒスパニック・ラテン系: 5.16% 年齢別人口構成 - 18歳未満: 28.4% - 18-24歳: 12.3% - 25-44歳: 34.3% - 45-64歳: 17.2% - 65歳以上: 7.8% - 年齢の中央値: 30歳 - 性比（女性100人あたり男性の人口） - 総人口: 101.2 - 18歳以上: 98.8 | 世帯と家族（対世帯数） - 18歳未満の子供がいる: 40.7% - 結婚・同居している夫婦: 58.7% - 未婚・離婚・死別女性が世帯主: 12.2% - 非家族世帯: 25.6% - 単身世帯: 20.2% - 65歳以上の老人1人暮らし: 5.5% - 平均構成人数 - 世帯: 2.70人 - 家族: 3.11人 収入と家計 - 収入の中央値 - 世帯: 38,981米ドル - 家族: 43,023米ドル - 性別 - 男性: 30,696米ドル - 女性: 22,581米ドル - 人口1人あたり収入: 17,265米ドル - 貧困線以下 - 対人口: 10.0% - 対家族数: 7.9% - 18歳未満: 12.7% - 65歳以上: 10.7% |

## 都市と町

### 都市
- クラークスビル - 郡庁所在地

### 未編入の町
| - カニンガム - ドットソンビル - エクセル - フレドニア - ニードモア | - ニュープロビデンス - オークウッド - オークリッジ - オーゲインズクロスロード - パルミラ | - ポートロイヤル - サンゴー - サウスサイド - シャイロー - ロスビュー | - セントベツレヘム - セイラーズレスト - ターサス - ウッドローン |